# Niszczyciele rakietowe typu Georges Leygues
Niszczyciele rakietowe typu Georges Leygues – seria francuskich niszczycieli rakietowych, które wchodziły do służby w latach 80. Jednostki były przeznaczone głównie do zwalczania okrętów podwodnych. Znane są także pod oznaczeniem F70 type. Seria okrętów została nazwana od imienia francuskiego polityka działającego na przełomie XIX i XX wieku -  Georges'a Leyguesa.
We Francji okręty klasyfikowane są jako fregaty rakietowe.

## Historia
Budowę pierwszej jednostki serii „Georges Leygues” rozpoczęto 16 sierpnia 1974 w stoczni Arsenal de Brest. Wodowanie okrętu miało miejsce w grudniu 1976, a oddanie do służby 10 grudnia 1979. Głównym zastosowaniem okrętów miało być wykrywanie i niszczenie okrętów podwodnych. W tym celu wyposażono je w dwa sonary, torpedy ZOP i dwa śmigłowce do zwalczania okrętów podwodnych. Wyposażenie okrętów w pociski przeciwlotnicze i przeciwokrętowe powodowało, że mogły one zwalczać także inne cele.
W latach 90. okręty poddano modernizacji polegającej na zainstalowaniu nowych wyrzutni rakietotorped, nowych sonarów a także przystosowaniu śmigłowców pokładowych do przenoszenia pocisków przeciwokrętowych.
Okręty działały głównie w rejonie Morza Śródziemnego i Atlantyku.

## Zbudowane jednostki
- D640 „Georges Leygues”
- D641 „Dupleix”
- D642 „Montcalm”
- D643 „Jean de Vienne”
- D644 „Primauguet”
- D645 „La Motte Picquet”
- D646 „Latouche-Tréville”